# Канун (законик)
Кануни су закони које је доносио султан у Османском царству независно од Шеријатског закона. Они су се темељили на рационалним, а не на религијским принципима и првенствено су спадали у области јавног и административног законодавства.
Назив потиче од грчке речи канон κανών што значи правило.
Са ширењем турске власти током XI и XII вијека принцип кануна се чврсто усталио у пракси исламског свијета, тако да су и Османлије прихватили принцип кануна. Османски канун се сводио на ферман, то јест све што султан наређује његов је закон.

## Категорије
Постоје три категорије кануна :
- У прву категорију спадају декрети са карактером закона које је издавао султан у специфичним случајевима.
- Другу категорију чине декрети који се односе на неку посебну област или друштвени сталеж.
- Трећа категорија обухвата опште канун-наме које су примјењиване у цијелом царству.

## Доношење кануна
Већину ових закона доносила је централна влада, онда су их провјеравали велики везир и нишанџија. На крају се носила на потпис султану и тек онда тај канун је добијао законску снагу.
Сваки санџак (основна административна јединица у турском царству) је имао свој пописни дефтер, а од Бајазита дефтеру је претходила канун-нама. Иако је сваки санџак имао своју канун-наму, у суштини она се подударала са основним државним законом, Канун-и Османи. Мехмед Освајач је први пут систематизовао овај зборник закона-Канун-и Османи.

## Канун-нама султана Сулејмана законодавца
На простору бивше Југославије објављено је неколико канун-нама које се односе на исто (простор бивших југословенских земаља). Објављивали су их : Ћиро Трухелха, Владимир Скарић, Бранислав Ђурђев, Недим Филиповић и други. Хамид Хаџибегић је објавио прву општу канун-наму на српском језику (горе наведена). Ову канун-наму први је објавио Мехмед Ариф-беј као прилог часописа „Tarihi osmani encumeni mecmuase“ у Истанбулу 1912 - 1913. године. Он ју је објавио по једном бечком рукопису гдје је била погрешно заведена као канун-нама Мехмеда II, а носила је наслов „Kanun-namei Ali Osman“. Тај бечки рукопис је пун нејасних и погрешних мјеста, тако да се Ариф - беј служио још са 5 цариградских рукописа који су му помогли да ријеши нејасноће и употпуни цјелину. Хамид Хаџибегић је користећи ову канун-наму коју је објавио Ариф - беј употпунио са још 5 рукописа који су се налазили у нашим архивима и превео је на српски језик.

### Вријеме настанка
Што се тиче времена настанка канун-наме Хамид Хаџибегић се слаже са М. Ариф - бејом и одбија напомену која је заведена у каталогу царске библиотеке у Бечу да је то канун-нама Мехмеда II Фатиха. Неколико чињеница искључује ту могућност. Прва је помен имена Џем Султана и прављења његовог дворца у Коњи, а друга успостављање таксе на бурад вина у Смедереву од стране Сулејман паше. У овој другој чињеници се наводи Смедерево као увозна и извозна лука према Угарској која се у канун-нами сматра као страна земља. Из овог се може видјети да је канун-нама настала прије пада Београда, а свакако и прије битке на Мохачу послије које је Угарска подпала под утицај Османске царевине. Такође готово сви прописи из канун-наме султана Мехмеда II коју је објавио Др. Крелиц налазе се и у овој канун-нами султана Сулејмана, али је та материја сређенија и проширенија. Према томе за ову канун-наму се са сигурношћу може рећи да је настала у првим годинама владавине султана Сулејмана. По мишљењу М. Ариф - беја ову канун-наму је по наређењу султана Сулејмана саставио Сејди - беј који је добро познавао законе, а био је и вичан перу.

### Подјела
Канун – нама султана Сулејмана је подијељена на три главе :
- прва која говори о новчаним и физичким казнама
- друга се бави пристојбама и даћама
- трећа која носи наслов о раји

Свака глава је подијељена у одсјеке гдје је материјал сређен по материји. Главама претходи један кратак увод који озакоњује све горенаведено. Ту се наводи да је владар изабран од стране Алаха благог и милостивог да влада свијетом и да чува ред и мир у њему. Тако да се и ови закони морају поштовати као такви.

### Важност
Што се тиче важности канун - наме, она је очита. Не само они дијелови који се односе на наше крајеве него и општи прописи дају нам доста материјала за познавање наше народне историје. У канун-нами се јасно може видјети положај раје у тимарско – спахијском систему. Такође она чини и основ за познавање порезног система и намета под турском управом. Уз све то још се може рећи да је ова канун – нама претежно рађена за Европски дио Османске царевине, а специјално за наше крајеве (простор бивше Југославије).